# Ramonchamp
Ramonchamp é uma comuna francesa na região administrativa do Grande Leste, no departamento de Vosges. Estende-se por uma área de 15.74 km². Em 2010 a comuna tinha 2 071 habitantes (densidade: 131,6 hab./km²).